# 馬爾薩 (馬耳他)
馬爾薩，是馬耳他的市镇，位於馬爾他島東南部。市镇面積为2.8平方公里，2014年人口数量为4,401人。该地原名意为“港口”。

## 外部連結
- Marsa Local Council
- Marsa Scouts Group （页面存档备份，存于）